# Iphimachaera
Iphimachaera é um gênero de traça pertencente à família Agonoxenidae.